# Естонсько-німецькі відносини
Естонсько-німецькі відносини (ест. Eesti-Saksamaa suhted, нім. deutsch-estnische Beziehungen) — історичні та поточні двосторонні відносини між Естонією та Німеччиною. 
Німеччина вперше визнала незалежність Естонії 9 липня 1921. Обидві країни відновили дипломатичні відносини 28 серпня 1991 року.
Естонія має посольство в Берліні та 5 почесних консульств (у Дюссельдорфі, Гамбурзі, Кілі, Людвігсбурзі та Мюнхені). Німеччина має посольство в Таллінні. Обидві держави є повноправними членами НАТО та Європейського Союзу.

## Історія
Відколи в середні віки естонські землі потрапили в межі держави Тевтонського ордену, важливу роль в естонському суспільстві почали відігравати балтійські німці.

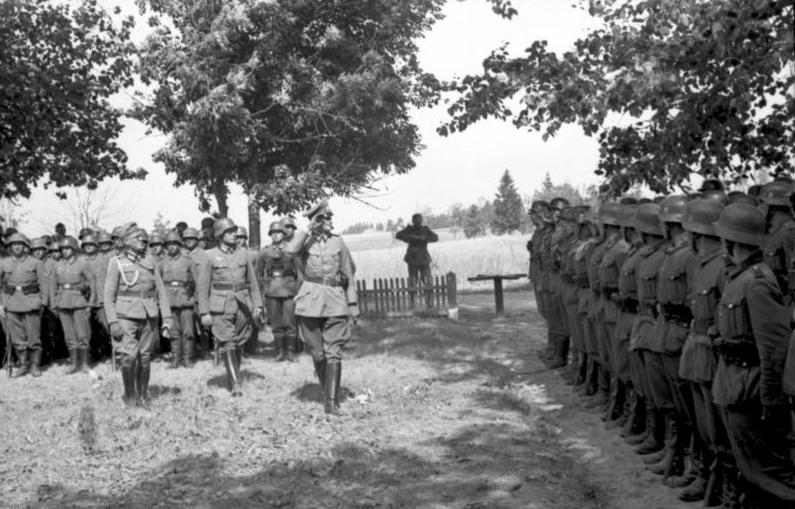
Німецькі війська займають Естонію (серпень 1941)

У 1802—1893 роках Тартуський університет був німецькомовним закладом вищої освіти: понад 50 відсотків професорів були «райхсдойче», ще 40 відсотків — балтійськими німцями. 
Естонія, яка ще 1710 року опинилася під владою московського царату, наприкінці Першої світової війни (у лютому 1918 року) зазнала окупації німецьких військ. Згодом естонцям вдалося вибороти свою державність у війні за незалежність 1918—1920 років проти Радянської Росії та проти підпорядкованого німецькому командуванню Балтійського ландесверу. На боці естонців воював сформований із німців і балтів Балтійський полк. 1921 року Німеччина визнала незалежність Естонії, і обидві держави встановили дипломатичні взаємини.
1939 року нацистська Німеччина підписала договір про ненапад з Естонією. У жовтні 1939 року балтійські німці були примусово переселені у «Вартегау». У німецько-радянському пакті про ненапад Естонію віднесли до радянської зони інтересів. 16 червня 1940 року радянський уряд висунув Естонії ультиматум та згодом окупував і анексував її. Радянська влада переслідувала, знищувала або депортувала значну частину естонської еліти, зокрема за Договором із Німеччиною про радянсько-німецький кордон виселяла німців з Естонської РСР, Латвійської РСР і Литовської РСР у Німеччину. Після нападу Німеччини на Радянський Союз 22 червня 1941 року Естонію в серпні 1941 року окупували німецькі війська. Окупація тривала до жовтня 1944 року. Коли німецькі війська відступили, країна знову потрапила під окупацію Радянського Союзу і ввійшла до складу СРСР як Естонська РСР. 
1991 року Естонія разом з іншими балтійськими країнами мирним шляхом нарешті змогла відновити свою незалежність від радянської держави, яка тоді розпадалася. 

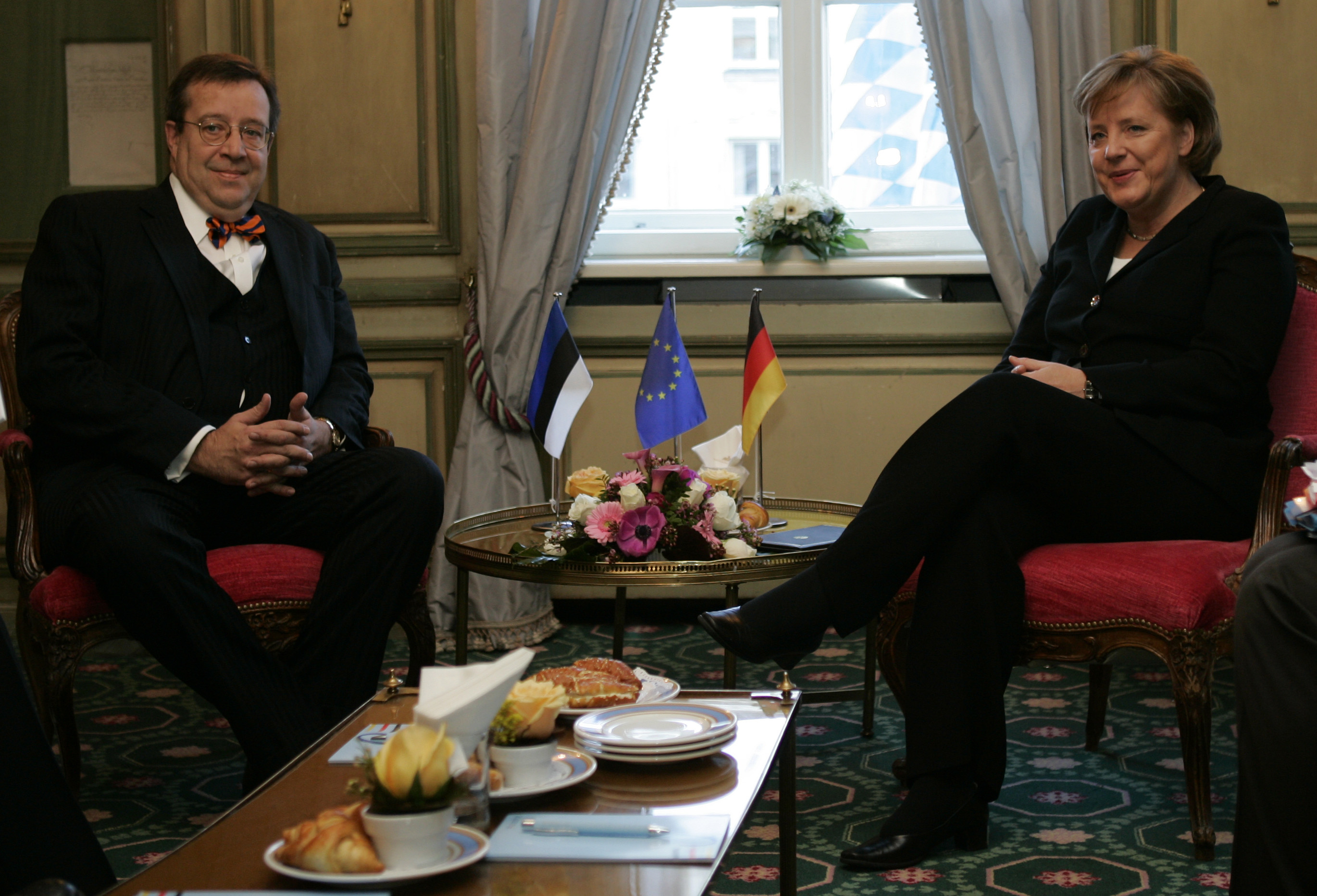
Президент Естонії Тоомас Гендрік Ільвес із канцлеркою Ангелою Меркель на 43-й Мюнхенській конференції з безпеки 2007 року

Через вісім днів після відновлення Естонією незалежності Німеччина поновила з нею дипломатичні відносини. Зараз ця країна інтегрована в європейські структури, а відносини з партнером по ЄС Німеччиною оцінюються як дружні.